# Manny Marroquin
Manny Marroquin (Guatemalaváros, 1971. szeptember 21. –) Grammy- és Latin Grammy-díjas guatemalai származású amerikai keverőmérnök, zenei producer. A Larrabee Sound Studios tulajdonosa.

## Élete és pályája
Guatemalában született, majd kilencéves korában családjával Los Angelesbe emigrált a guatemalai polgárháború miatt. A Hamilton High School zenei és előadóművészeti akadémiájára járt, ahol először találkozott a hangmérnöki munka technikai és kreatív oldalával.
A zeneiparban gyakornokként kezdett az Enterprise Studiosnál, majd rövid időn belül keverőmérnökként is bizonyított. 2001-ben csatlakozott a legendás Larrabee Sound Studios csapatához, amelyet 2005-ben meg is vásárolt. Azóta Los Angeles egyik legfontosabb stúdiójává fejlesztette, ahol korábban Michael Jackson Dangerous című albuma is készült.